# Univerzalna zdravstvena zaštita
Univerzalna zdravstvena zaštita (također se naziva univerzalno zdravstveno osiguranje, univerzalna zdravstvena pokrivenost ili univerzalna zdravstvena skrb) je zdravstveni sustav u kojem se svim stanovnicima određene zemlje ili regije osigurava pristup zdravstvenoj zaštiti. Općenito se temelji na pružanju skrbi svim stanovnicima, ili samo onima koji si to sami ne mogu priuštiti, i to bilo pružanjem zdravstvene skrbi, bilo pružanjem sredstava za pribavljanje te skrbi. Krajnji cilj je poboljšanje zdravstvenih ishoda.
Univerzalna zdravstvena zaštita ne podrazumijeva pokriće za sve slučajeve i za sve ljude, već samo to da svi ljudi imaju pristup zdravstvenoj zaštiti. Neke univerzalne zdravstvene sustave financira država, dok se drugi temelje na zahtjevu da svi građani kupe privatno zdravstveno osiguranje. Univerzalna zdravstvena zaštita može se odrediti kroz tri kritične dimenzije: tko je pokriven, koje su usluge pokrivene, te koji dio troškova se pokriva.  Svjetska zdravstvena organizacija (SZO) opisuje je kao situaciju u kojoj građani mogu pristupiti zdravstvenim uslugama bez financijskih poteškoća. Generalni direktor SZO-a opisuje univerzalnu zdravstvenu pokrivenost kao „najmoćniji koncept što ga javno zdravstvo može ponuditi“, jer objedinjuje „usluge i pruža ih na sveobuhvatan i integriran način“. Jedan od ciljeva univerzalne zdravstvene zaštite jest stvoriti sustav zaštite koji ljudim pruža jednake mogućnosti da uživaju najvišu moguću razinu zdravlja.
Kao dio Ciljeva održivog razvoja, države članice Ujedinjenih naroda dogovorile su se da će raditi na univerzalnoj zdravstvenoj zaštiti u cijelom svijetu do 2030. godine.